# Gheorghe Tătaru
Gheorghe Tătaru (* 5. Mai 1948 in Bukarest; † 19. Dezember 2004 in Iași) war ein rumänischer Fußballspieler. Er bestritt 272 Spiele in der höchsten rumänischen Fußballliga, der Divizia A, und nahm an der Weltmeisterschaft 1970 teil.

## Karriere

### Verein
Gheorghe Tătaru begann im Alter von 11 Jahren bei Steaua Bukarest mit dem Fußballspielen. 1967 wurde er in die erste Mannschaft aufgenommen und bestritt am 10. September 1967 sein erstes Spiel in der Divizia A. Mit Steaua erlebte er die erfolgreichste Zeit seiner Karriere. Bereits 1968 gewann er die rumänische Meisterschaft, 1969 und 1971 den rumänischen Pokal. 1971 wurde er außerdem Torschützenkönig der Divizia A. Danach begann sein Stern – ebenso wie der von Steaua – zu sinken. Tătaru gelangen weniger Treffer, in der Saison 1973/74 gar nur einer, woraufhin er auf weniger Einsätze kam. Daraufhin schloss er sich Chimia Râmnicu Vâlcea an, das gerade in die Divizia A aufgestiegen war.
Nach dem Abstieg 1975 wechselte Tătaru zu CS Târgoviște in die Divizia B, wo ihm 1977 die Rückkehr in die höchste rumänische Liga gelang. Nach dem Abstieg am Ende der Saison 1979/80 beendete er seine Karriere. Anschließend kehrte Tătaru noch zwei Mal aus dem Ruhestand zurück, als er in der Saison 1981/82 für Autobuzul Bukarest und in der Saison 1983/84 für Unirea Slobozia – jeweils in der Divizia B – spielte. Zum Zeitpunkt seines Todes war er Trainer im Jugendbereich von Steaua Bukarest.

### Nationalmannschaft
Tătaru absolvierte 10 Spiele für die rumänische Nationalmannschaft. Nachdem er von Nationaltrainer Angelo Niculescu ohne vorhergehendes Länderspiel, aber als einer der erfolgreichsten Torschützen der Divizia A, für die WM 1970 in Mexiko nominiert worden war, feierte er sein Debüt am 2. Juni 1970 im ersten Spiel gegen England. In den folgenden beiden Begegnungen kam er als Einwechselspieler zum Zuge.

## Erfolge
- WM-Teilnehmer: 1970
- Rumänischer Meister: 1968
- Rumänischer Pokalsieger: 1969, 1970, 1971
- Rumänischer Torschützenkönig: 1971

## Privates
Tătaru war nicht nur ein feiner Techniker und erfolgreicher Torjäger, sondern auch ein starker Alkoholiker. Er verstarb während eines Jugendturniers an einem Herzinfarkt.